# 早安進行式
《早安進行式》（Good morning Taiwan）是鏡電視新聞台的晨間新聞節目。平日主播為周瑜茹，週末由各主播輪流播報。

## 歷任主播
- 劉宸希（2022年2月9日－2022年8月19日）
- 潘照文（2022年8月22日－2025年6月27日）
- 周瑜茹（2025年6月30日-至今）

## 外部連結
- 官方网站
- 【鏡新聞】早安進行式 （页面存档备份，存于） —Yahoo TV
- YouTube上的早安進行式播放列表—鏡新聞